# Engel-koncernen
Engel-koncernen Ab (finska: Engel-Yhtymä Oy) var ett ursprungligen statligt bolag i Helsingfors som bildades 1994 och senare privatiserades.
År 1994 uppdelades finländska Byggnadsstyrelsen, ett centralt ämbetsverk under finansministeriet, på bolaget Engel-koncernen Ab (servicefunktionerna) och Senatfastigheter (statens fastigheter). Engel-koncernen Ab utvidgade därefter sin verksamhet och tillhandahöll bland annat städnings-, fastighetsskötsel- och säkerhetstjänster. Efter Engel-koncernens privatisering 1998 ägde finländska staten 43% och institutionella kapitalplacerare 46% via MB Rahastots fonder. År 2001 var omsättningen 154 miljoner euro och antalet anställda 5 750. År 2004 köpte servicebolaget ISS Suomi Oy (ägt av danska ISS A/S) Engel-koncernen och antog därefter namnet ISS Palvelut Oy. 